# Jacksonville (Illinois)
Jacksonville es una ciudad ubicada en el condado de Morgan en el estado estadounidense de Illinois. En el Censo de 2010 tenía una población de 19446 habitantes y una densidad poblacional de 703,87 personas por km².

## Geografía
Jacksonville se encuentra ubicada en las coordenadas 39°43′45″N 90°13′56″O / 39.72917, -90.23222. Según la Oficina del Censo de los Estados Unidos, Jacksonville tiene una superficie total de 27.63 km², de la cual 27.13 km² corresponden a tierra firme y (1.81%) 0.5 km² es agua.

## Demografía
Según el censo de 2010, había 19446 personas residiendo en Jacksonville. La densidad de población era de 703,87 hab./km². De los 19446 habitantes, Jacksonville estaba compuesto por el 85.32% blancos, el 10.24% eran afroamericanos, el 0.28% eran amerindios, el 0.66% eran asiáticos, el 0% eran isleños del Pacífico, el 1.14% eran de otras razas y el 2.36% pertenecían a dos o más razas. Del total de la población el 3.01% eran hispanos o latinos de cualquier raza.